# Franz Hanke

Franz Hanke

Franz Hanke (* 15. Oktober 1892 in Vresna, Bezirk Wittingau, Österreich-Ungarn; † 6. Dezember 1980 in Wien-Brigittenau, Österreich) war ein Politiker der NSDAP und SA-Führer.

## Leben und Wirken
Nach dem Besuch der Volksschule erlernte Franz Hanke an der Gewerbeschule das Baufach. Seit 1914 gehörte er der akademischen Legion an.
Bis zum Jahresende 1918 kämpfte er als Oberleutnant mit dem Infanterieregiment 4 an der Front. Nach Kriegsende war er als Bautechniker und Ingenieur tätig.
Hanke trat 1921 der NSDAP bei, es folgte 1926 ein erneuter Beitritt zur neugegründeten Partei (Mitgliedsnummer 52.305), er wurde weiterhin am 1. Januar 1932 Standartenführer der SA. Von 1933 bis zum Anschluss (Österreich)s an das nationalsozialistische Deutsche Reich war Hanke wegen illegaler Betätigung für die NSDAP in Österreich dreißig Monate lang in Haft. Im April 1937 wurde er als Führer der illegalen Brigade 2 Wien zum SA-Brigadeführer befördert. 1938 wurde er Führer der SA-Befehlsstelle Nord (Nieder-Österreich). Am 31. Januar 1941 schied er auf eigenen Antrag aus der SA aus und verlor damit auch seine Dienststelle in der SA. Er war danach Ratsherr von Wien. Zudem war er später noch Vorsitzender des Vorstands der Klavierfabrik Hofmann & Czerny AG in Wien.
Seit 1938 saß Hanke als Abgeordneter für das Land Österreich im nationalsozialistischen Reichstag, aus dem er am 31. Oktober 1944 ausschied, als er sein Mandat freiwillig niederlegte.
In den 1950er Jahren engagierte sich Hanke in der Demokratisch-nationalen Arbeiterpartei in Österreich. Er starb Ende 1980 in Wien.